# Olin D. Johnston
Olin DeWitt Talmadge Johnston, född 18 november 1896 i Anderson County, South Carolina, död 18 april 1965 i Columbia, South Carolina, var en amerikansk demokratisk politiker. Han var guvernör i South Carolina 1935-1939 och 1943-1945. Han representerade South Carolina i USA:s senat från 1945 fram till sin död.
Johnston deltog i första världskriget i USA:s armé. Han utexaminerades 1921 från Wofford College i Spartanburg. Han avlade 1924 juristexamen vid University of South Carolina och inledde sedan sin karriär som advokat i Spartanburg. År 1930 besegrades Johnston av Ibra Charles Blackwood i demokraternas primärval inför guvernörsvalet i South Carolina. År 1935 efterträdde Johnson sedan Blackwood som guvernör i South Carolina. Han efterträddes fyra år senare av Burnet R. Maybank.
Johnston utmanade utan framgång 1938 sittande senatorn Ellison D. Smith i demokraternas primärval. Han kandiderade 1941 utan framgång i fyllnadsvalet till USA:s senat. Den gången blev Maybank invald i senaten.
Johnston tillträdde 1943 på nytt som guvernör. Han besegrade sedan Ellison D. Smith i demokraternas primärval inför senatsvalet 1944. Senator Smith avled senare samma år i ämbetet och efterträddes av Wilton E. Hall. Johnston efterträdde i januari 1945 Hall i senaten. Han avled 1965 i ämbetet och efterträddes av Donald S. Russell.